# Anjaw (distrikt)
Anjaw (hindi: अंजॉ जिला) er et distrikt i den indiske delstat Arunachal Pradesh. Distriktets hovedstad er Hawai.

## Demografi
Ved folketællingen i 2011 var der 21,089 indbyggere i distriktet, mod 18,536 i 2001. Den urbane befolkningen udgør 4,61 % af befolkningen.
Børn i alderen 0 til 6 år udgjorde 16,07 % i 2011 mod 19,26 % i 2001. Antallet af piger i den alder per tusinde drenge er 954 i 2011 mod 932 i 2001.